# Huehuetónoc
Huehuetónoc es una localidad del estado mexicano de Guerrero. Es parte del municipio de Tlacoachistlahuaca.

## Toponimia
El nombre «Huehuetónoc» proviene de los términos en náhuatl: huehue, anciano; ton, honorífico; co, locativo. Su significado es «lugar de los honorables ancianos».

## Demografía
| Gráfica de evolución demográfica |
|                                  |

| Censo | Población |
| ----- | --------- |
| 1900  | 485       |
| 1910  | 496       |
| 1921  | 468       |
| 1930  | 325       |
| 1940  | —         |
| 1950  | 542       |
| 1960  | 650       |
| 1970  | 959       |
| 1980  | 1 218     |
| 1990  | 921       |
| 2000  | 1 723     |
| 2010  | 1 858     |
| 2020  | 2 012     |